# اس ال سی پانک!
اس ال سی پانک! (به انگلیسی: SLC Punk) فیلمی ۱۱۸ دقیقه‌ای در ژانر کمدی-درام به کارگردانی جیمز مرندینو با بازی متیو لیلارد است.

## بازیگران
- متیو لیلارد
- مایکل ای. گروجان
- فرانسیس کاپرا
- جیسون سیگل
- آنابت گیش
- جنیفر لین
- کریستوفر مک‌دونالد
- دوون ساوا
- آدام پاسکال
- تیل شوایگر
- جیمز دووال
- سامر فینیکس